# Timothy Leary
Timothy Francis Leary (født 22. oktober 1920 i Springfield, Massachusetts, død 31. maj 1996 Los Angeles, Californien) var en amerikansk skribent, psykolog, aktivist inden for forskning og brug af psykedeliske stoffer og programmør. Som ikon for 1960'ernes modkultur er han mest berømt som talsmand for den terapeutiske og åndelige nytte af LSD. I tresserne lancerede han slagordet "Turn on, tune in, drop out".

I 1964 udgav Leary sammen med Ralph Metzner bogen The Psychedelic Experience som i høj grad baserede sig på Den tibetanske dødebog.